# Preußisches Hofrangreglement von 1878

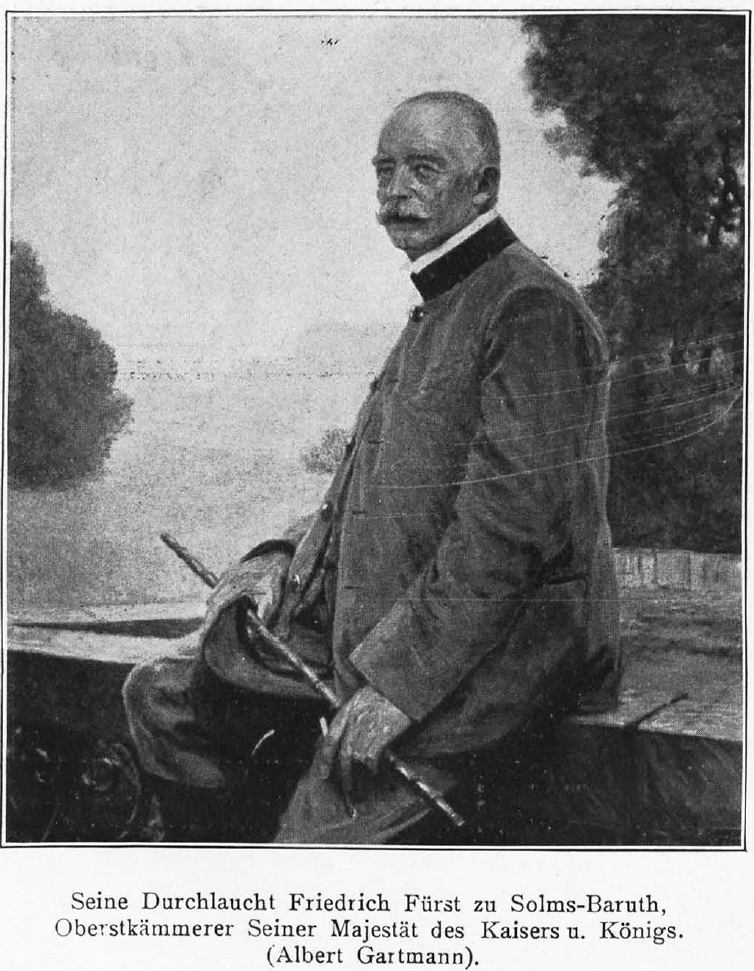
Friedrich Fürst zu Solms-Baruth, als Oberstkämmerer von 1899 bis 1918 ranghöchste Hofcharge am preußisch-deutschen Hof

Das Preußische Hofrangreglement von 1878 war ein am 19. Januar 1878 vom deutschen Kaiser und König von Preußen Wilhelm I. erlassenes Statut, das die Grundlage für die Rang- und Tischordnung am preußischen Königs- und deutschen Kaiserhof bildete.
Das Statut bestimmte den Rang der am Hof erscheinenden Personen bei offiziellen (und meist auch bei inoffiziellen) Anlässen und blieb bis zum Zusammenbruch des deutschen Kaiserreiches 1918 in Kraft. Personen, die nicht auf dieser Liste aufgeführt waren, besaßen keine Hoffähigkeit.
Danach kam in der Rangfolge zuerst der Oberstkämmerer, die höchste preußische Hofcharge, gefolgt von den Generalfeldmarschällen – untereinander angeordnet nach dem Datum ihrer Ernennung – und dem preußischen Ministerpräsidenten. Die Beamtenschaft war in Rangklassen gegliedert. An der Spitze standen die Wirklichen Geheimen Räte mit dem Prädikat Exzellenz und dem Range des Generalleutnants. Es folgten die Räte erster bis vierter Klasse, denen in der Armee die Rangstufen des Generalmajors, des Obersten, des Oberstleutnants und des Majors entsprachen. Insgesamt umfasste die Rangfolge 62 Ränge, bis hinunter zu den Seconde-Leutenants, dem niedrigsten Offiziersrang der preußischen Armee, womit sämtliche Offiziere automatisch hoffähig waren. Innerhalb der Ränge war das Ernennungsdatum bzw. Dienstalter im jeweiligen Amt ausschlaggebend. Die preußische Hofordnung galt im Vergleich mit anderen deutschen und europäischen Hofrangordnungen als die umfangreichste. So kam bspw. der Hof der Habsburgermonarchie in Wien lediglich mit fünf Rangstufen aus.
Bei Frauen richtete sich der Rang der hoffähigen verheirateten Damen nach dem Rang ihrer Männer. Ausnahme war die Oberhofmeisterin der Kaiserin, die vor allen Damen Vorrang hatte. Für unverheiratete Damen waren jeweils Rangstufen entsprechend der Ehefrauen von Männern unterschiedlicher Rangstufen festgelegt. So rangierten bspw. die Äbtissinnen und Vorsteherinnen der Damenstifte, unter denen die Äbtissin des evangelischen Stifts zum Heiligengrabe an erster Stelle kam, vor den Ehefrauen der Obersten. 
Die ersten 25 Ränge waren:
1. Der Oberstkämmerer
2. Die Generalfeldmarschälle
3. Der Ministerpräsident
4. Der Oberstmarschall
5. Der Obersttruchsess
6. Der Oberstschenk
7. Der Oberstjägermeister
8. Die Ritter des Hohen Ordens vom Schwarzen Adler
9. Die Kardinale
10. Die Häupter der fürstlichen und ehemals reichsständischen gräflichen Familien in festgelegter Ordnung:
  - Arenberg
  - Salm-Salm
  - Fürstenberg
  - Thurn und Taxis
  - Solms-Braunfels
  - Isenburg-Birstein
  - Croy-Dülmen
  - Hohenlohe-Oehringen
  - Hohenlohe-Waldenburg-Schillingsfürst
  - Wied
  - Solms-Lich und Hohensolms
  - Sayn-Wittgenstein-Berleburg
  - Sayn-Wittgenstein-Hohenstein
  - Bentheim-Bentheim und Bentheim-Steinfurt
  - Salm-Horstmar
  - Bentheim-Tecklenburg-Rheda
  - Isenburg-Büdingen in Wächtersbach
  - Isenburg-Büdingen in Meerholz
  - Solms-Rödelheim
  - Stolberg-Wernigerode
  - Stolberg-Stolberg
  - Stolberg-Rossla
  - Bentinck
  - Radziwill
  - Carolath-Beuthen
  - Lichnowsky
  - Sagan
  - Hatzfeld-Trachenberg
  - Biron von Curland
  - Blücher von Wahlstatt
  - Sulkowski
  - Lynar
  - Putbus
  - Salm-Reifferscheid-Dyck
  - Pückler-Muskau
  - Sayn-Wittgenstein-Berleburg
  - Rheina-Wolbeck
  - Pless
  - Rohan
  - Hatzfeldt-Wildenburg
  - Bismarck
11. Der Vizepräsident des Staatsministeriums
12. Die aktiven Generale der Infanterie und der Kavallerie.
13. Der Minister des Königlichen Hauses und die aktiven Staatsminister
14. Die ersten Präsidenten beider Häuser des preußischen Landtags
15. Die inaktiven Generale der Infanterie und der Kavallerie, die als solche patentiert gewesen sind
16. Die inaktiven Staatsminister, welche bei ihrem Ausscheiden der Ministerrang vorbehalten ist
17. Die inaktiven Generale der Infanterie und der Kavallerie, die nicht als solche patentiert gewesen sind
18. Die aktiven Generalleutnante
19. Die Wirklichen Geheimen Räte mit Exzellenz-Prädikat
20. Die Erzbischöfe und die gefürsteten Bischöfe
21. Die inaktiven Generalleutnante, die als solche patentiert gewesen sind.
22. Die Ober-Hofchargen mit Exzellenz-Prädikat
23. Die Ober-Hof-Ämter im Königreich Preussen
24. Die inaktiven Generalleutnante, die nicht als solche patentiert gewesen sind
25. Die sonstigen Personen mit Excellenz-Prädikat